# 卢卡·马索
卢卡·马索（西班牙語：Luca Masso，1994年7月17日—），阿根廷男子曲棍球运动员。他曾代表阿根廷国家队参加2016年夏季奥林匹克运动会男子曲棍球比赛，获得一枚金牌。